# 17. pehotni polk (Italija)
17. pehotni polk Acqui (izvirno italijansko 17º Reggimento fanteria) je pehotni polk (Kraljeve) Italijanske kopenske vojske.

## Zgodovina
Med prvo svetovno vojno je polk deloval na soški fronti in med drugo svetovno vojno je deloval v Grčiji.